# Lực lượng Pháp quốc Tự do
Lực lượng Pháp tự do (tiếng Pháp: Forces Françaises Libres, FFL) là lực lượng vũ trang gồm những chiến binh Pháp tiếp tục chiến đấu chống phe Trục sau khi chính phủ Pháp đầu hàng và bị Đức Quốc xã chiếm đóng.

## Hình thành

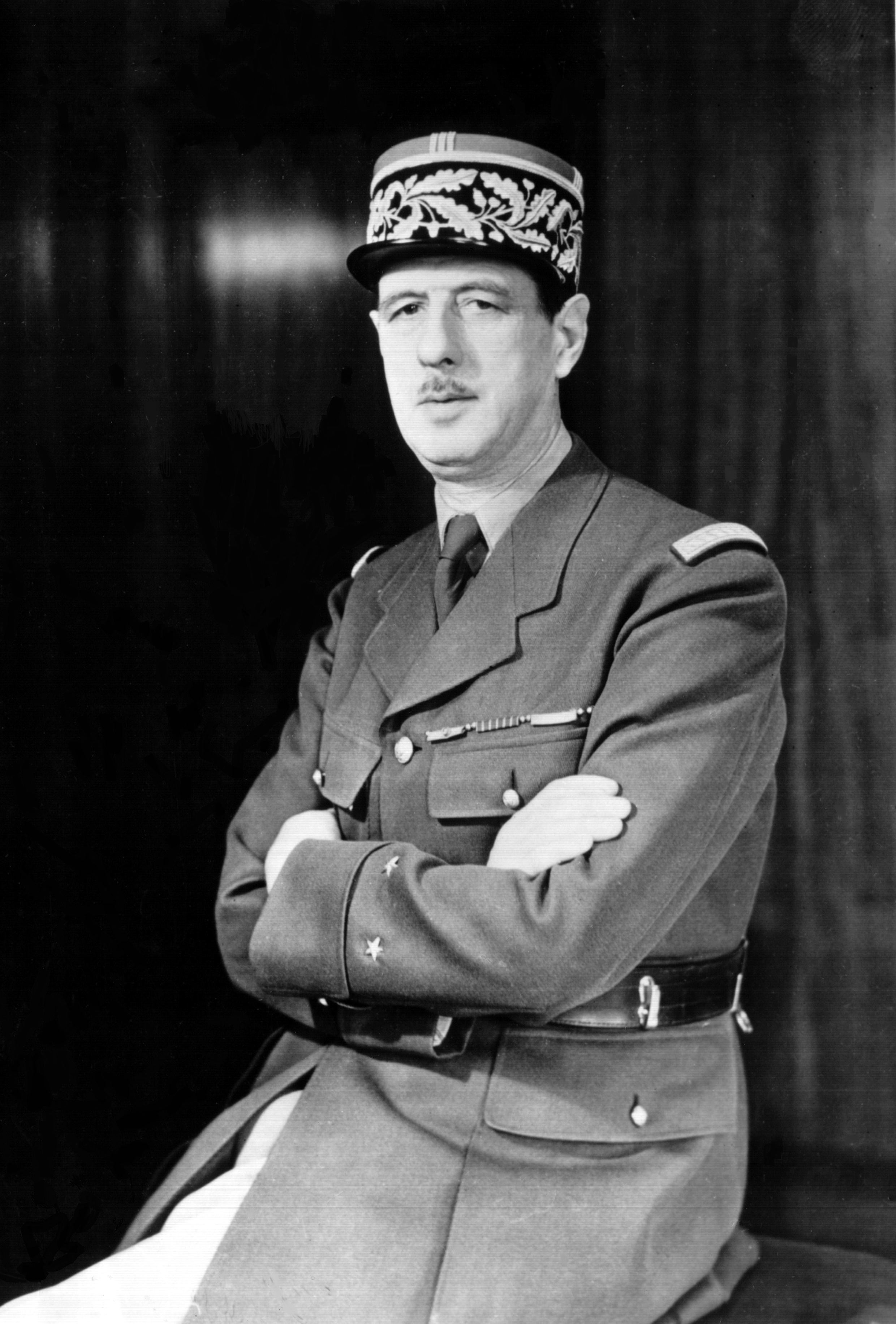
Tướng Charles de Gaulle

Năm 1940, tướng Charles de Gaulle là một thành viên của chính phủ Pháp. Trước tình huống Pháp bị quân Đức đánh bại ngoài biên giới, de Gaulle lên tiếng chống lại khuynh hướng chủ hàng của một số chính trị gia Pháp. Chủ tịch hội đồng quốc gia Pháp lúc này là Paul Reynaud đồng ý và phái de Gaulle sang Anh cầu viện; trong lúc ông còn đang ở Anh thì chính phủ Pháp sụp đổ, và chính phủ Vichy do Philippe Pétain cầm đầu được dựng lên để thương lượng với Đức Quốc xã.
Ngày 18 tháng 6, de Gaulle lên đài phát thanh BBC đọc diễn văn kêu gọi binh sĩ quân lực Pháp tham gia lực lượng tiếp tục chống lại quân phe Trục. Lời kêu gọi được phát thanh nhiều lần và dần trở thành tiếng gọi của tổ quốc và tự do Pháp. Một số thành viên chính phủ Anh muốn ngăn chặn cuộc phát thanh này nhưng Winston Churchill không chấp thuận, cho phép đài BBC phát sóng sang Pháp tuyên truyền chống phát xít. Cho đến nay, lời kêu gọi của de Gaulle ngày 18 tháng 6  vẫn được coi như bài diễn văn hay và hùng hồn nhất của lịch sử nước Pháp.
Ngày 22 tháng 6 Pétain ký hòa ước với Đức và với Ý ngày 24 tháng 6. Chính phủ Vichy xử án vắng mặt de Gaulle, kết tội phản quốc và treo án tử hình. De Gaulle trong khi đó tự nhận là thành viên duy nhất của chính phủ Reynaud, và cho sự hình thành của chính phủ Pétain là một cuộc đảo chính bất hợp pháp.